# Zdzisław Henneberg
Pour les articles homonymes, voir Henneberg.
Zdzisław Karol Henneberg (né le 11 mai 1911 à Varsovie - mort le 12 avril 1941 dans la Manche) est un pilote de chasse polonais, as des forces armées polonaises de la Seconde Guerre mondiale.

## Biographie
Zdzisław Henneberg est reçu au baccalauréat en 1930, un an après il entre à l'École des cadets officiers de la force aérienne à Dęblin et la termine avec la spécialité d'observateur. Ensuite il suit une formation de pilote. En août 1934 il est affecté 1er régiment aérien à Varsovie.
Lorsque la guerre éclate, Henneberg est instructeur à Dęblin et combat au sein d'une unité formée ad hoc avec ses collègues. Après l'agression de la Pologne par l'URSS, il est évacué en Roumanie d'où il arrive en France. Il suit l'entraînement sur MS 406 et lorsque l'Allemagne envahit la France il se voit confier le commandement d'une patrouille de MB.152, qui a pour mission de protéger les usines Bloch. Le 5 juin 1940, Henneberg remporte sa première victoire aérienne, partagée avec Arsen Cebrzyński, en descendant un He 111.
Le 17 juin 1940 le personnel français quitte Châteauroux, où se trouve la patrouille de Henneberg, laissant les Polonais sans ordres et approvisionnements. Dans cette situation, Henneberg décide de rallier l'Angleterre. Il y arrive avec trois autres pilotes après une escale à Bordeaux.
Le 2 août 1940 il devient le commandant d'un flight de la 303e escadrille de chasse polonaise, et le 21 octobre de la même année il prend la tête de l'escadrille. Le 12 avril 1941 lors d'une attaque des aérodromes  du  Touquet et Crécy son avion est endommagé par la Flak, Henneberg est contraint d'amerrir dans la Manche à environ 20 kilomètres de Dungeness. Le lieutenant Zbigniew Kustrzyński voit Henneberg dans la mer et rapporte sa position par radio. Les recherches durent quelques jours mais ne donnent aucun résultat. Le corps du lieutenant Henneberg n'a jamais été trouvé.
Zdzisław Henneberg est titulaire de 8 victoires homologuées,.

## Décorations
- Ordre militaire de Virtuti Militari
- La croix de la Valeur Krzyż Walecznych - 3 fois
- Croix de guerre 1939-1945
- Distinguished Flying Cross - britannique